# 卡里乌斯
卡里乌斯（葡萄牙語：Cariús）是巴西塞阿拉州的一个市镇。总面积1061.825平方公里，总人口18609人，人口密度17.5人/平方公里。